# NGC 7827
NGC 7827 ist eine Linsenförmige Galaxie vom Hubble-Typ SB0 im Sternbild Fische auf der Ekliptik.  Sie ist schätzungsweise 242 Millionen Lichtjahre von der Milchstraße entfernt und hat einen Durchmesser von etwa 85.000 Lichtjahren. 
Im selben Himmelsareal befinden sich u. a. die Galaxien NGC 7820 und NGC 7825.
Das Objekt wurde am 25. September 1830 von John Herschel entdeckt.